# قلعه دختر دوم کرمان
در حومه و داخل شهرکرمان دو قلعه باستانی وجود دارد که هردو «قلعه دختر» نام دارند. یکی قلعه ای است که از گل ساخته شده و در ارتفاعات ما بین خیابان زریسف و کوه مسجد صاحب الزمان بنا شده‌است.دیگری قلعه ای است سنگی که در ده کیلومتری شمال شهر و در سمت چپ راهی که به شهر زرند می‌رود واقع شده‌است.
قلعه دختر دوم در آکس قلعه دختر اول قرار دارد. هرگاه دشمن ازین راه به کرمان حمله می‌کرد، از این قلعه با برافروختن آتش، ساکنان قلعه دختر را خبر می‌کردند.

## موقعیت
در شمال شهر کرمان صخره ای سر به آسمان کشیده و قلعه دختر دوم بر قله این صخره بنا شده‌است.صخره ای که قلعه بر فرازش ساخته شده‌است در حدود چهارصد متر بلندی دارد و سطح بام آن بیش از بیست هکتار است.

## راه دسترسی
تنها راه بام صخره از تنگه باریکی است که در سایه انداز شمالی صخره می‌باشد . ظاهراً تنها راه رسیدن به محل قلعه از این تنگه است به همین مناسبت در دامنه صخره، استحکامات و دیوار و برج‌های مفصلی جهت محافظت مدخل تنگه ساخته شده‌است.

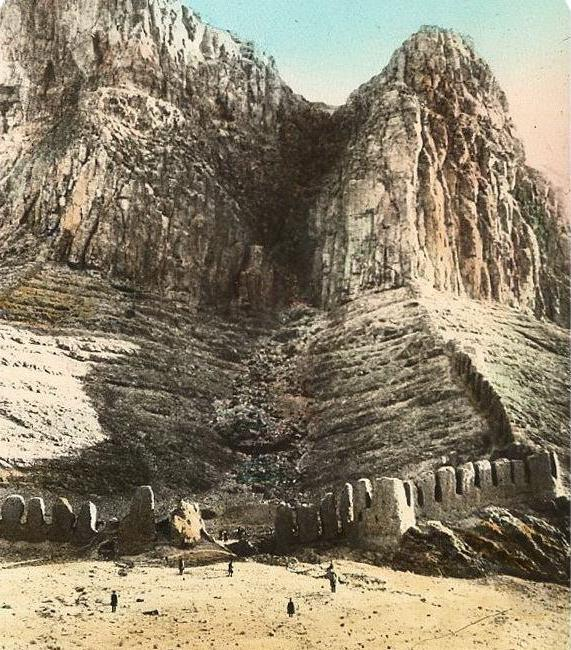
قلعه دختر دوم کرمان در سال 1900 میلادی

## قلعه
طول دیوارهای محافظ مدخل تنگه نزدیک به نیم کیلومتراست و عرض پی سنگی آن از دو متربیشتراست.تا ارتفاع دو متر جرز را از سنگ بنا کرده‌اند و بر روی آن دیوار خشتی و گلی قطوری ساخته‌اند. یکی از ویژگی‌های این قسمت از قلعه طاق نماهائی است که دورتا دورمحوطه را فرا گرفته و همه آن‌ها در واقع پنجره‌های باز و بدون در می‌باشد .درداخل این محوطه بسیار وسیع آثارچند عمارت کوچک گلی دیده می‌شود.
دروازه محوطه رو به شمال باز می‌شود و خرابه‌های برج‌های محافظ هنوز پابرجا است و محل دروازه را دقیقاً مشخص می‌کند.شیب محوطه محصور در برج و باروی مدخل قلعه زیاد و تند است و بعد از چند دقیقه راه رفتن شمرده بمدخل تنگه می‌رسید. از این جا دید قسمتی از دیوارها و استحکامات اصلی قلعه شروع می‌شود.
دو برج طویل که آثاریکی از آن‌ها با بیست متر ارتفاع هنوز وجود دارد،دو طرف مدخل تنگه را محافظت می نموده است.از این دو برج فقط دو «واشدگاه» به صورت و دایره باقی مانده است.بلافاصله بعد از این دو واشدگاه تنگه بدل بشکافی می‌شود که صعود ازآن فقط با سبک صعود از ته چاه ممکن است.ازهمین جا ابتدای ساختمان پله عظیم چند صد متری و با عرض گاهی سه یا چهار مترشروع می‌شود.درحدود پنجاه مترارتفاع بالاتر پله کان به کلی فرو ریخته و راه قطعه شده‌است.بایستی با سرانگشتان دست و پا چند متری ازدیوار سنگی تقریباً عمودی بالا رفت و آنگاه به آرامی از روی سنگی صاف و لغزنده به‌دست راست خزید و بازچند متری با نوک انگشتان دست و پا بالا رفت،آنگاه بقایای پله کان دوباره پیدا می‌شود و بقیه راه مثل آب خوردن سهل و ساده است.شیب پله کان معقول و حساب شده‌است. بعد از چند دقیقه دو راهی پیدا می‌شود که یک راه آن ادامه پله کان است و دیگری «پاتاقی»است که به طورمتوسط دو متر عرض دارد و طولش از نیم کیلومتر زیادتر است. دراینجا هم باقی مانده برج‌های محافظ دیده می‌شود.
اگر در پاتاق بین پنجاه الی صد متر پیش برویم منظره جالب و دیدنی قسمتی از برج و باروی واقع درسایه انداز شمالی صخره دیده می‌شود که وسعت آن حیرت انگیز است. پله کان چند دقیقه دیگر ادامه می یابد، ناگهان دیوار سنگی حجیمی راه را قطع می‌کند این دیوار،جدا یکی از ده‌ها مخزن بزرگ آب قلعه است. در قلعه، مخازن آب متعدد بنا شده‌است که ظرفیت بعضی از آن‌ها چند صد هزار لیتر آب است. اگرارتفاع خاکی که در سمت راست این دیوار وجود دارد بالا روید بعد از چند لحظه وارد قلعه می‌شوید.
صخره را به دو قسمت سایه اندازجنوبی و سایه اندازشمالی می‌توان تقسیم نمود. پهنای سایه اندازجنوبی صخره از سایه انداز شمالی کمتراست.سایه انداز شمالی از دو دره موازی ساخته شده‌است.دراین دره‌ها که بزرگترآن‌ها را دره الف و کوچکتر آن‌ها را دره ب خواهیم خواند آثار ساختمانی جالبی وجود دارد.بر فراز یالی که این دو دره را از هم جدا می‌کند آثار چند مجموعه ساختمانی دیده می‌شود آثار باستانی موجود در قلعه را به طریق زیر می‌توان درجه بندی نمود.
1-برج و بارو و استحکامات 2-ابنیه مسکونی 3- مخازن آب

## برج و بارو و استحکامات
محیط برج و بارو و استحکامات قلعه که به علت طبیعی صخره به صورت دایره کاملی است بیشترازسه کیلومتراست.دراغلب نقاط دیوار صخره به صورت سطح استوانه است.
دیوارها و برج‌ها همه از سنگ و ملاط بنا شده‌اند و در ساختن آن‌ها هیچگونه سر هم بندی و اهمال نشده‌است.دردره الف بر لب پرتگاه و کنارآخرین مخزن آب که به شکل دایره است بنای سنگی عظیمی باقی مانده است که ازنظرسطح و حجم دست کم از نمای جنوبی عمارت موزه ایران باستان در تهران ندارد.کسانی که با سبک معماری و ساختمانی بناهای سنگی درکوهستان‌های ایران آشنا می‌باشد از درجه دقت و ظرافتی که در ساختمان این بنا بکار رفته تعجب می‌کنند.انحنای ملایم و متناسبی که به زوایای جرزها داده‌اند به بنا حالتی مجسمه وار داده است.
شاید علت این همه توجه و دقت به این بنا آن بوده‌است که نزدیک به هفتاد درصد از مخازن آب قلعه دراین دره واقع شده‌است. انبوه سفال شکسته که درنزدیک این بنا و در جوار مخزن آب دایره شکل دیده می‌شود می‌تواند قرینه این مطلب باشد که محل تقسیم آب آشامیدنی دراین نقطه بوده‌است.

## ابنیه مسکونی
در محیط چند صد هکتاری قلعه،ده‌ها مجموعه ساختمانی وجود دارد که مساحت زیر بنای بعضی از آن‌ها به چند هزار مترمربع می‌رسد.یکی از این مجموعه‌ها که بر روی یال مابین دره الف و ب قرار داد بیشترازدویست متر طول و بیست متر عرض دارد. در مرتفع‌ترین نقطه صخره که هم به سایه‌اند ازشمالی و هم به سایه‌اند از جنوبی مسلط است مجموعه ساختمانی بنا شده‌است که محوراصلی آن بارگاهی است به طول سی و شش متر و عرض 10/20 متر و دو طرف این بارگاه را اتاق‌های متعدد با ابعاد معقول فرا گرفته‌است.
راهروهای متناسب و مستقیم،جرزهای ظریف و باریک سنگی حکایت از سلیقه و چیره دستی سازندگان و ساکنان قلعه می‌کند.سقف ساختمان‌ها بدون استثنا فرو ریخته است.چه ابنیه مسکونی باشد و چه مخازن آب.اما دو ردیف فرو رفتگی‌های منظم که در کف بارگاه فوق‌الذکردیده می‌شود شاید جای ستون‌هائی بوده‌است که سقف این سالن چهارصدمتری را نگاه می‌داشته‌است پهنای راهروهای این ساختمان و وسعت اتاق‌های آن و طبع شکوهمند بنا می‌تواند قرینه ای باشد بر مورد استفاده این بنا.
در بر جنوبی همین ساختمان جای پی پله کانی که هم عریض بوده‌است و هم طویل باقی مانده است.پله کان منتهی به واشدگاهی می‌شود که در جنوب آن آثارکوشک زیبا و کوچکی و برجا مانده است. این کوشک نه تنها استحکامات مخصوص خودش را داشته بلکه مخزن آب مخصوصی هم در جوارآن بنا شده‌است.
در بناهای سنگی ملاط گل و آهک مصرف کرده‌اند.و با آنکه خشکه چینی نموده‌اند ساختمان طویل واقع بریال دره الف و ب خشکه چینی نشده‌است.اما مجموعه ساختمانی که در رأس قله ساخته شده با ملاط گل و آهک است.بناهائی که خشکه چینی است از نظر استحکام و ظرافت به هیچ وجه دست کم از ساختمان‌هائی که با ملاط ساخته شده‌اند ندارد.اما گذراندن زمستان در این ساختمان‌های پرازسوزکار آسانی نبوده‌است. این مطلب به علاوه شکل بازارچه مانند ساختمان مزبورمی تواند قرینه ای باشد که از این بناها استفاده انبار و غیره می‌شده‌است.

## مخازن آب
حیرت انگیزترین پدیده موجود در قلعه مخازن و آب‌انبارهای قلعه است.تعداد این مخازن و آب‌انبارها پیش از ده است.در سایه انداز شمالی قلعه مخزن‌های بزرگتر و متعددتری دیده می‌شوند تا در سایه انداز جنوبی.
در جنوب قلعه لااقل چهارمخزن دیده می‌شود که یکی از آن‌ها واقعاً شگفت انگیز است. این مخزن که در واقع به صخره آویزان است نزدیک به سی متری عمق دارد و پهنای آن بیش ازبیست و پنج متراست. کسانی که در ساختن این مخزن دست به کار بوده‌اند دل شیر داشته‌اند. دیواری بر سر پرتگاهی مهیب که چند صد متر عمق دارد از سنگ ساخته‌اند که صدها تن آب را در خود جای می‌داده است.
مجموع ظرفیت مخازن آب قلعه به تحقیق از ده میلیون لیتر زیادتراست.ظاهراً این مخازن با آب باران پر می‌شده‌اند درصد از مخازن آب در دره‌های الف و ب ساخته شده‌اند.
در دره الف پنج مخزن وجود دارد که مرتفع ترنی آن‌ها با ابعاد 27 در 5 /13 در 7 متر ظرفیتی نزدیک به دو و نیم میلیون لیتر دارد.
دیوارآب نگهداری این مخزن که سیل بند هم هست از آجرساخته شده و هشت ستون عظیم با مقطع چهارمترمربع آن را نگهداری می‌کرده‌اند.ستون‌ها هنوز هفته یا هشت متر خارج از گل و لای کف مخزن پدیداراست. در ساختن دیواری آجری نهایت دقت و مهارت بکاررفته و دیوار که بالا می آید در سه نوبت ازقطرآن کاسته می‌شود. رعایت نکات دقیق مربوط به مقاومت مصالح ساختمان و فشارآب حکایت از سطح فرهنگ و دانش سازندگان مخزن می‌کند.بلافاصله بعد از این سیل بند مسقف،مخزنی دیگر به شکل ذوذنقه وجود دارد که سقف آن را هم هشت ستون قطورحمل می‌کرده‌است.
این دو مخزن شمالی و جنوبی هستند اما بلافاصله بعد از آن‌ها دو مخزن شرقی و غربی وجود دارد که طول یکی از آن‌ها سی متر و دیگری 25 متربا پهنای هفت متر می‌باشد . این دو مخزن هم مسقف بوده‌اند.اما روشن است که به علت پهنای کم نیازی به ستون نداشته‌اند. مخزن بعدی که پنجمین مخزن واقع دراین دره و آخرین آن‌ها می‌باشد درست لب پرتگاه است و خود از دو انبار دایره شکل تشکیل می‌شود.در دره ب سه مخزن تقریباً به همین شکل و اندازه دیده می‌شود. در ساختن دیوار درونی مخزن‌ها آجرهای 30 سانتیمتر کار کرده و روی آن را ملاط ساروج گرفته‌اند. دره الف را یا طاقی که قبلاً ذکرآن آمد به تنگه مدخل دره و پله کان اصلی مربوط می‌سازد طول این پاتاق در حدود نیم کیلومتراست و در وسط آن، رو به شمال غاری وجود دارد.که ظاهراً چند طبقه است.یک طرف این پاتاق دیوار صاف و غیرقابل عبور صخره است و طرف دیگر آن پرتگاهی با عمق صدها متر، عبورازاین به کسانی که از گذرگاه باریک و مرتفع وحشت دارند توصیه نمی‌شود.

## نگارخانه

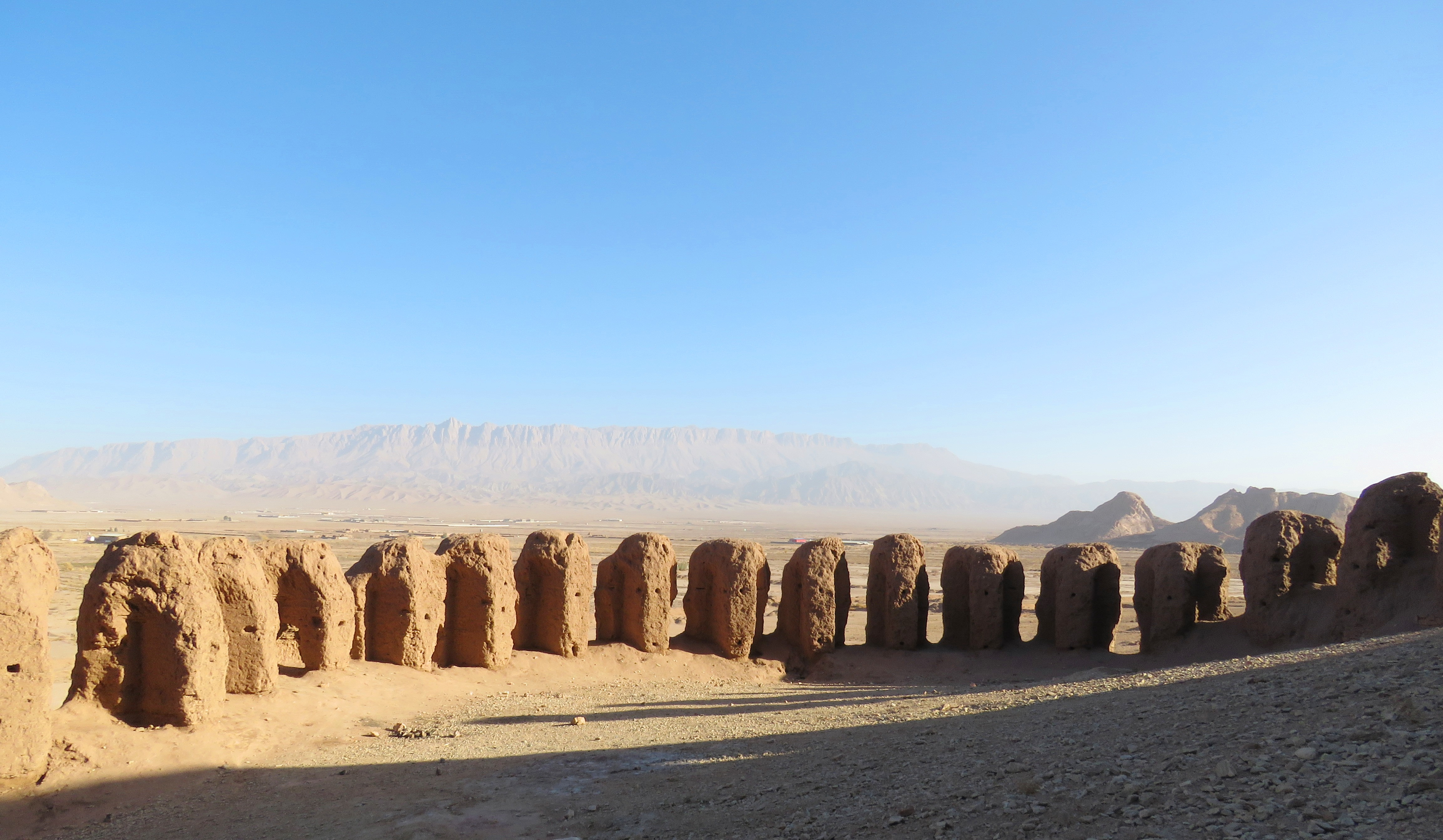
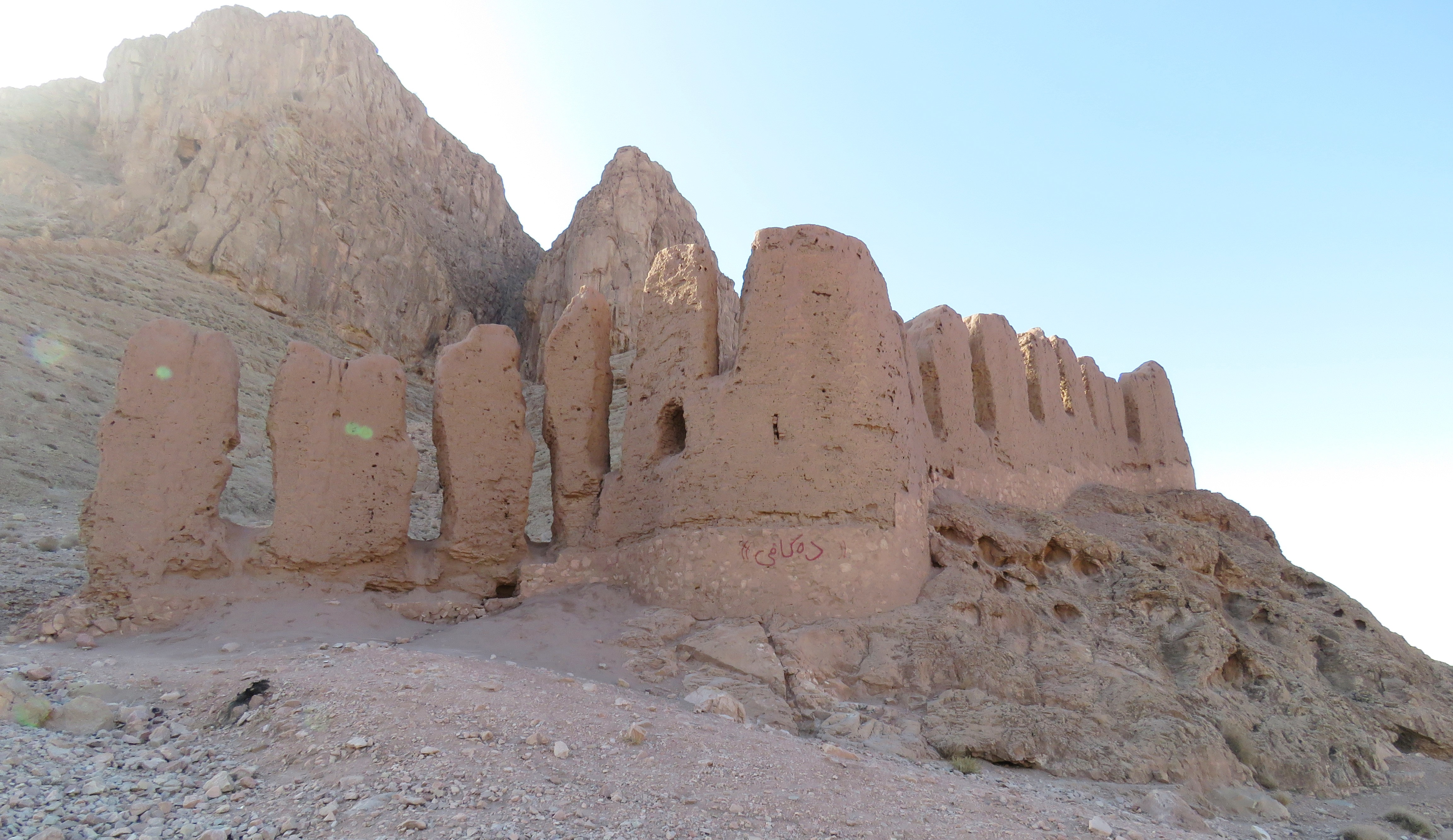
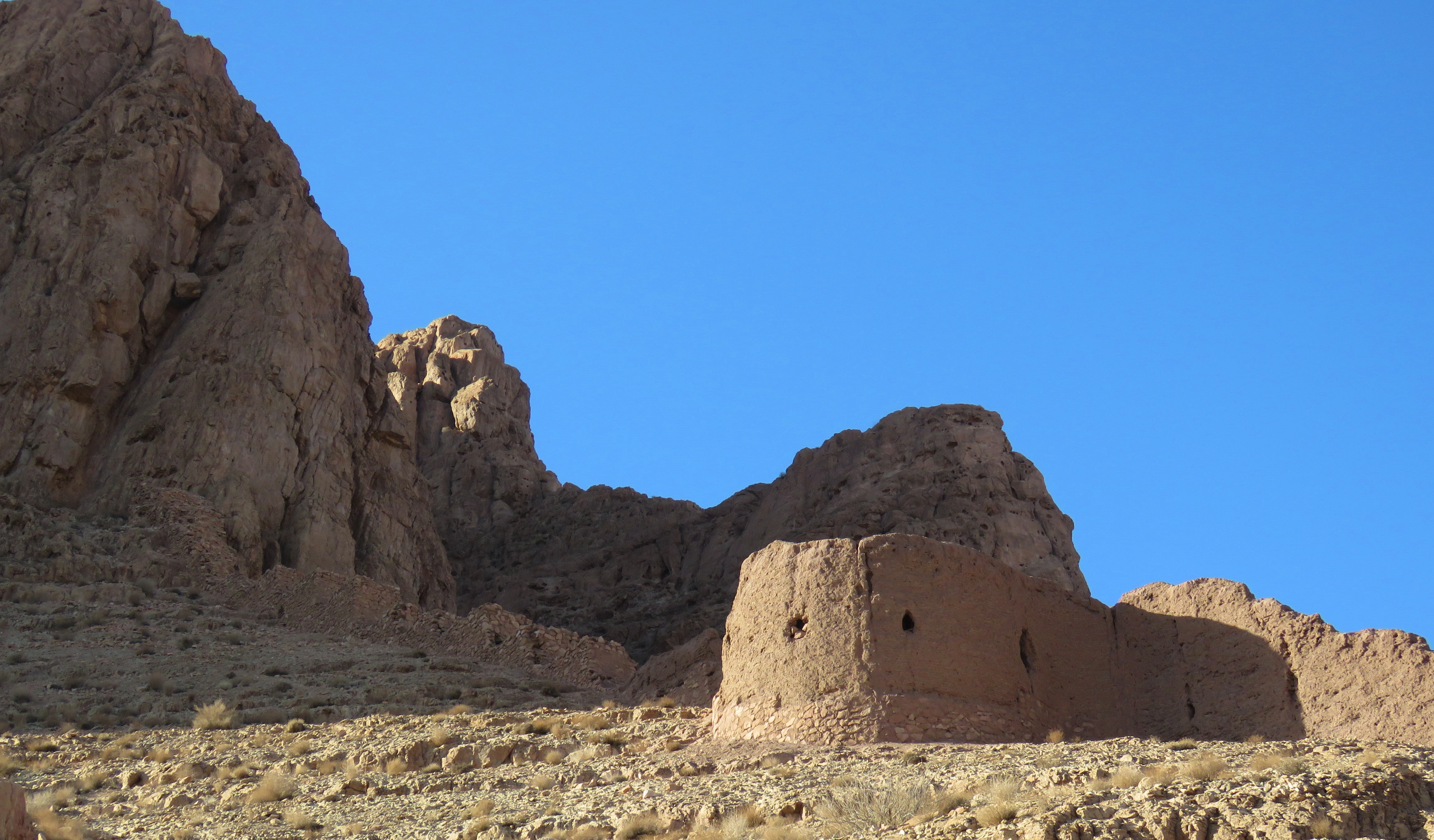
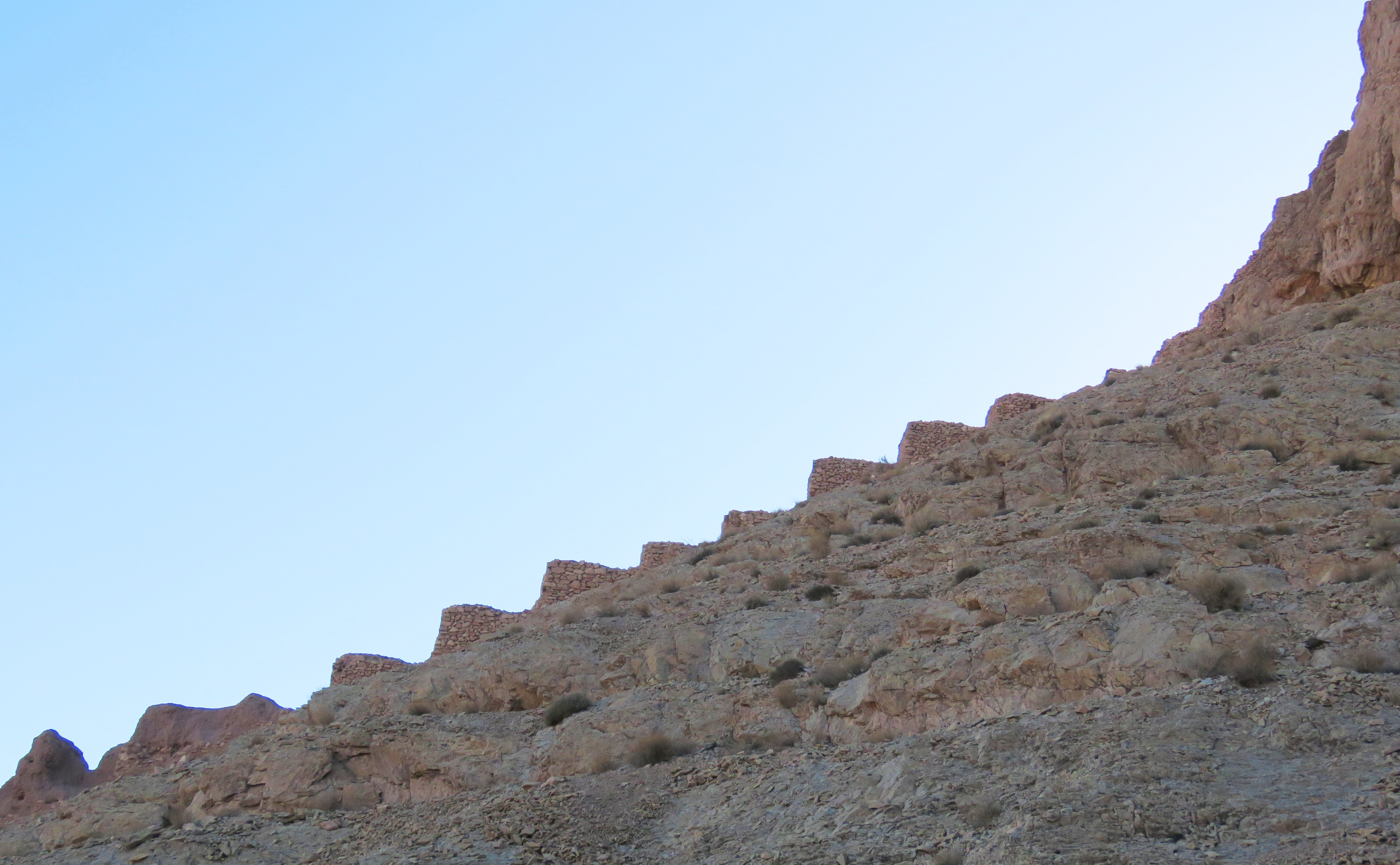
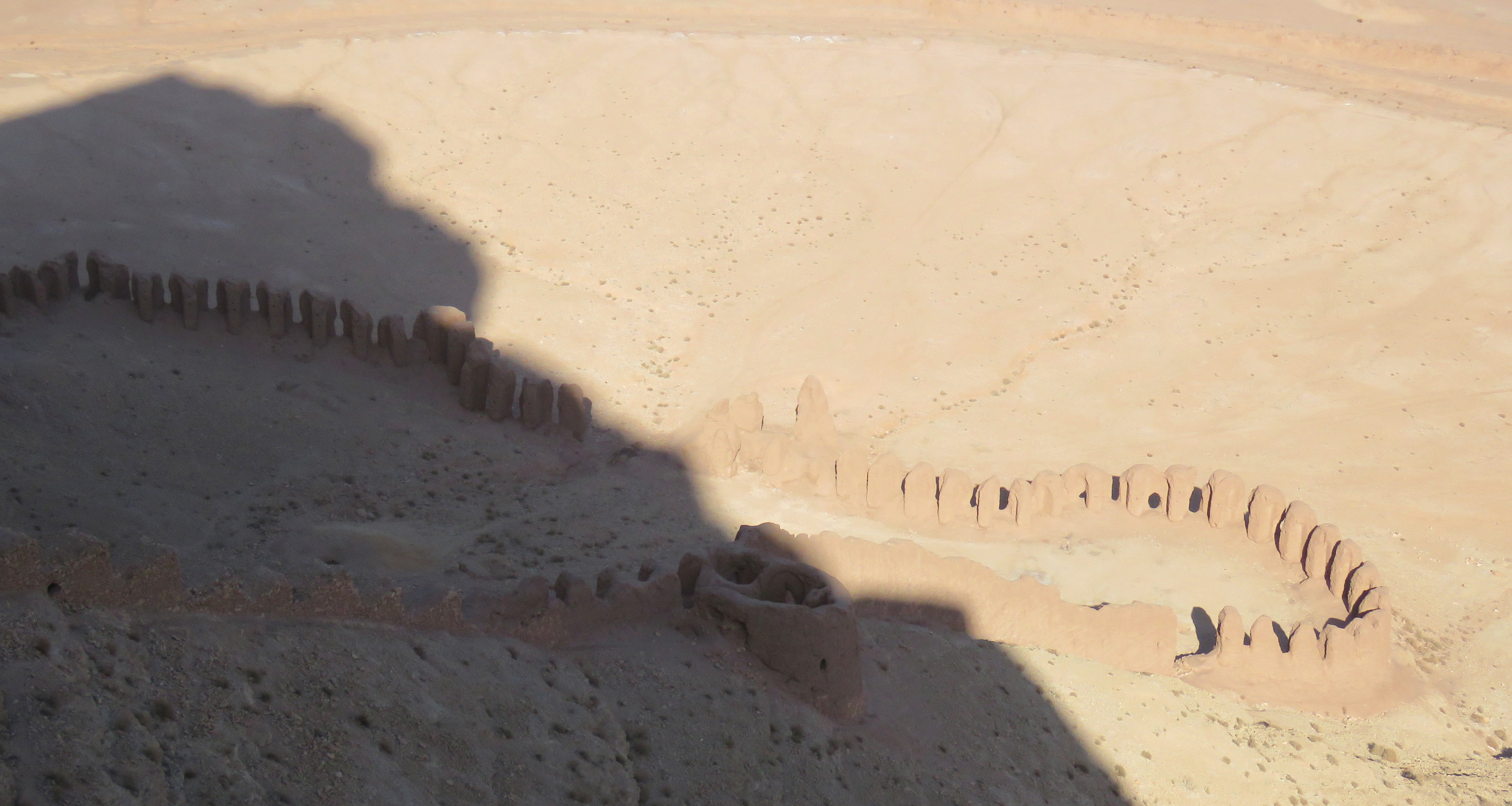
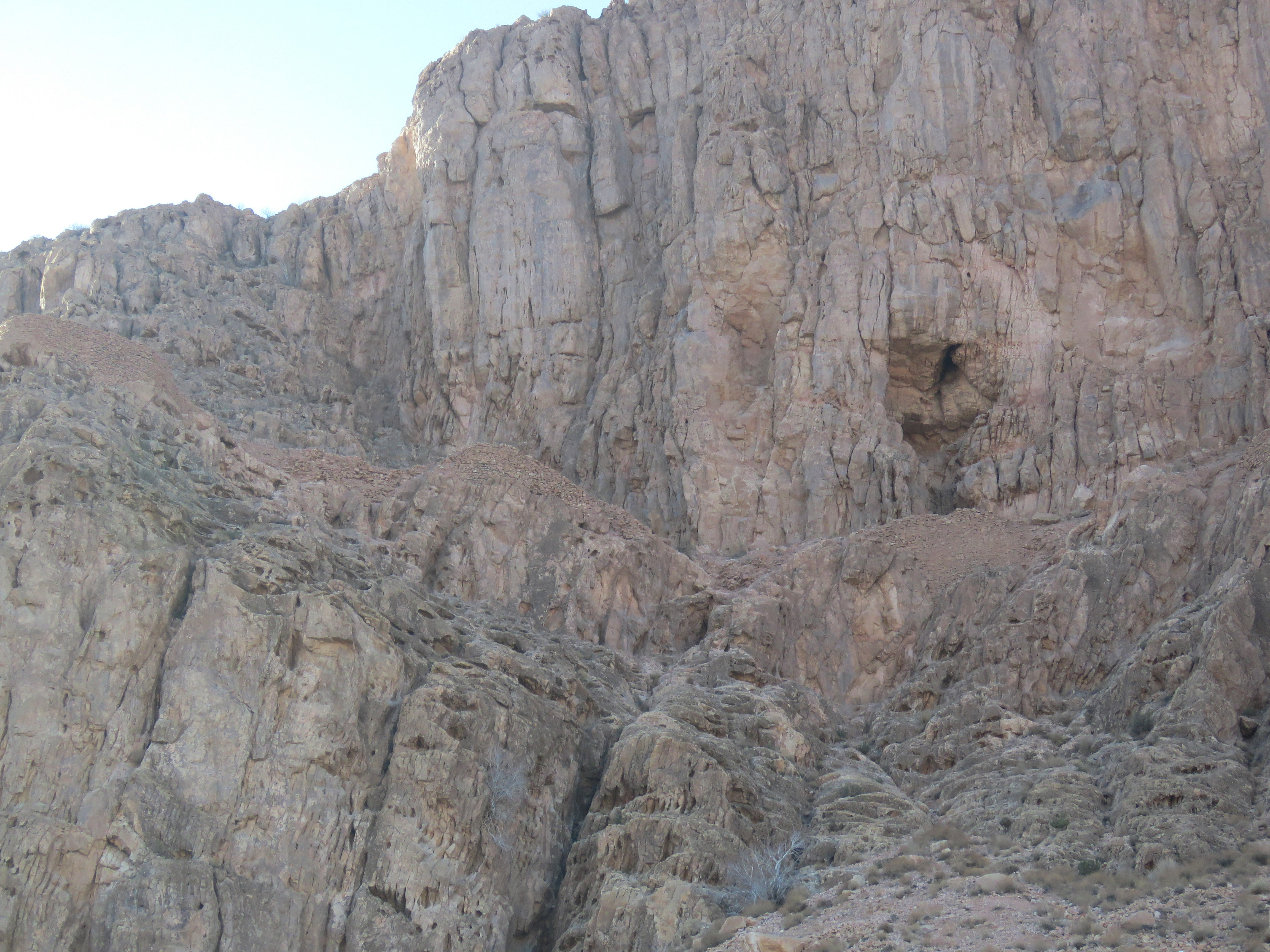
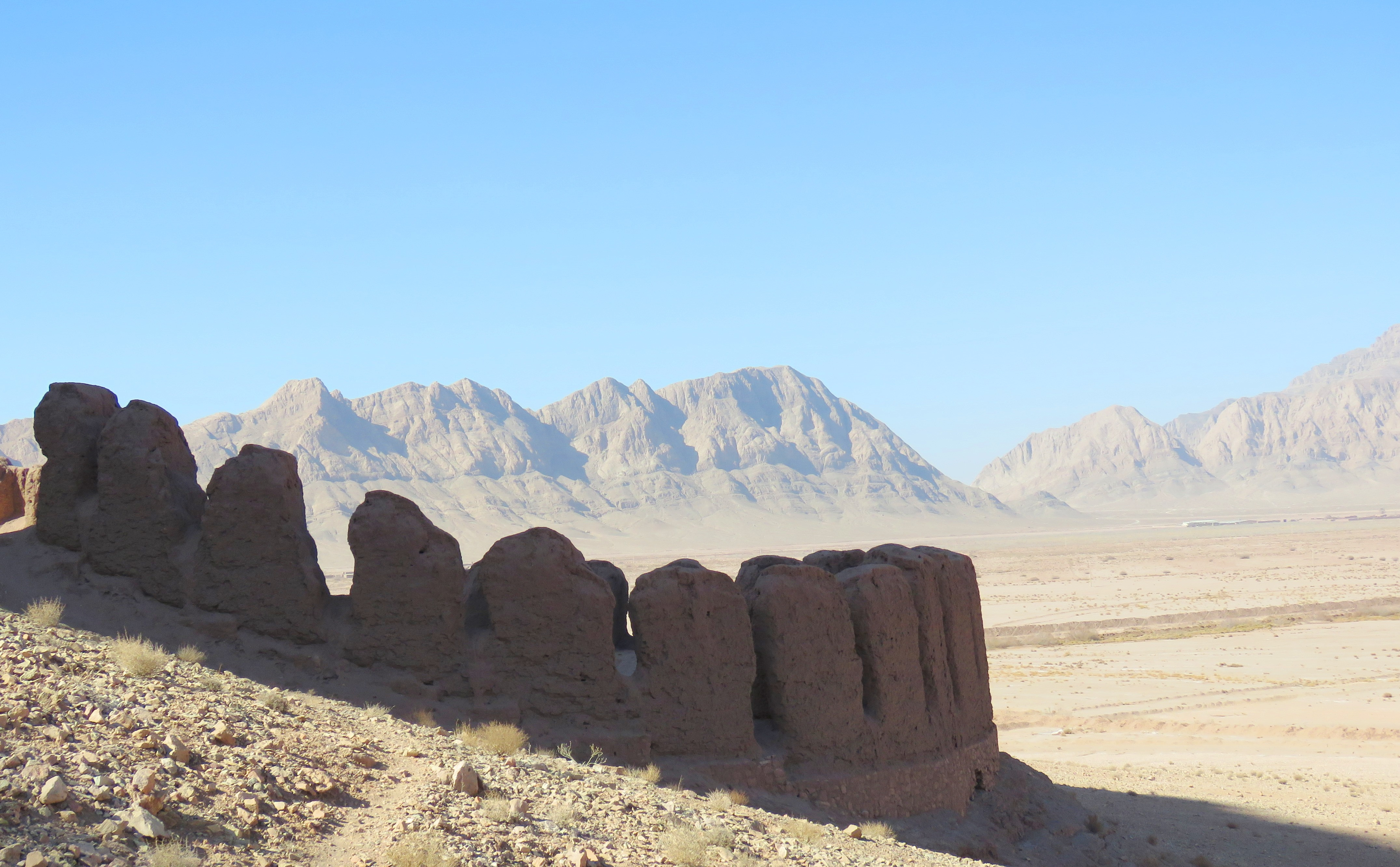
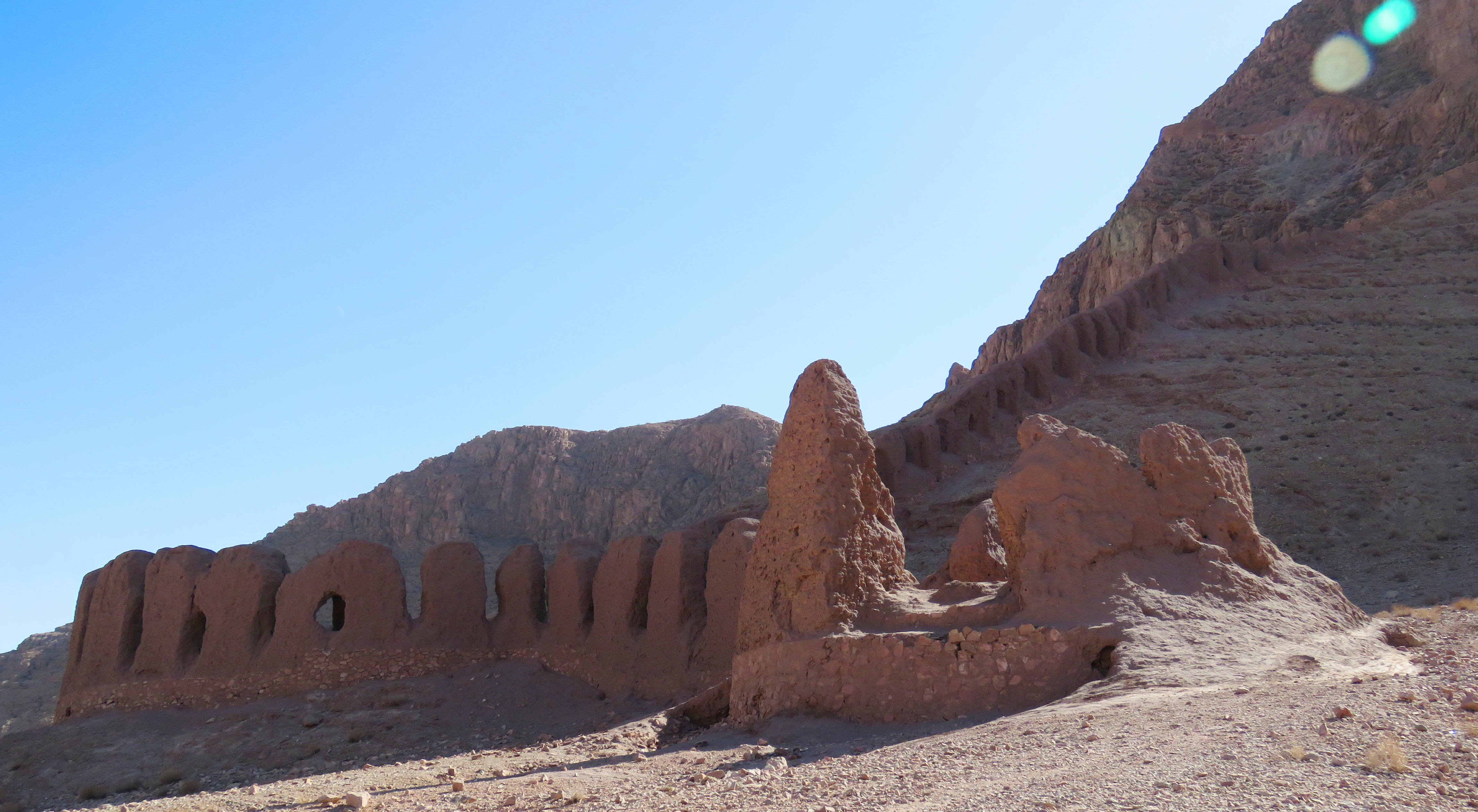
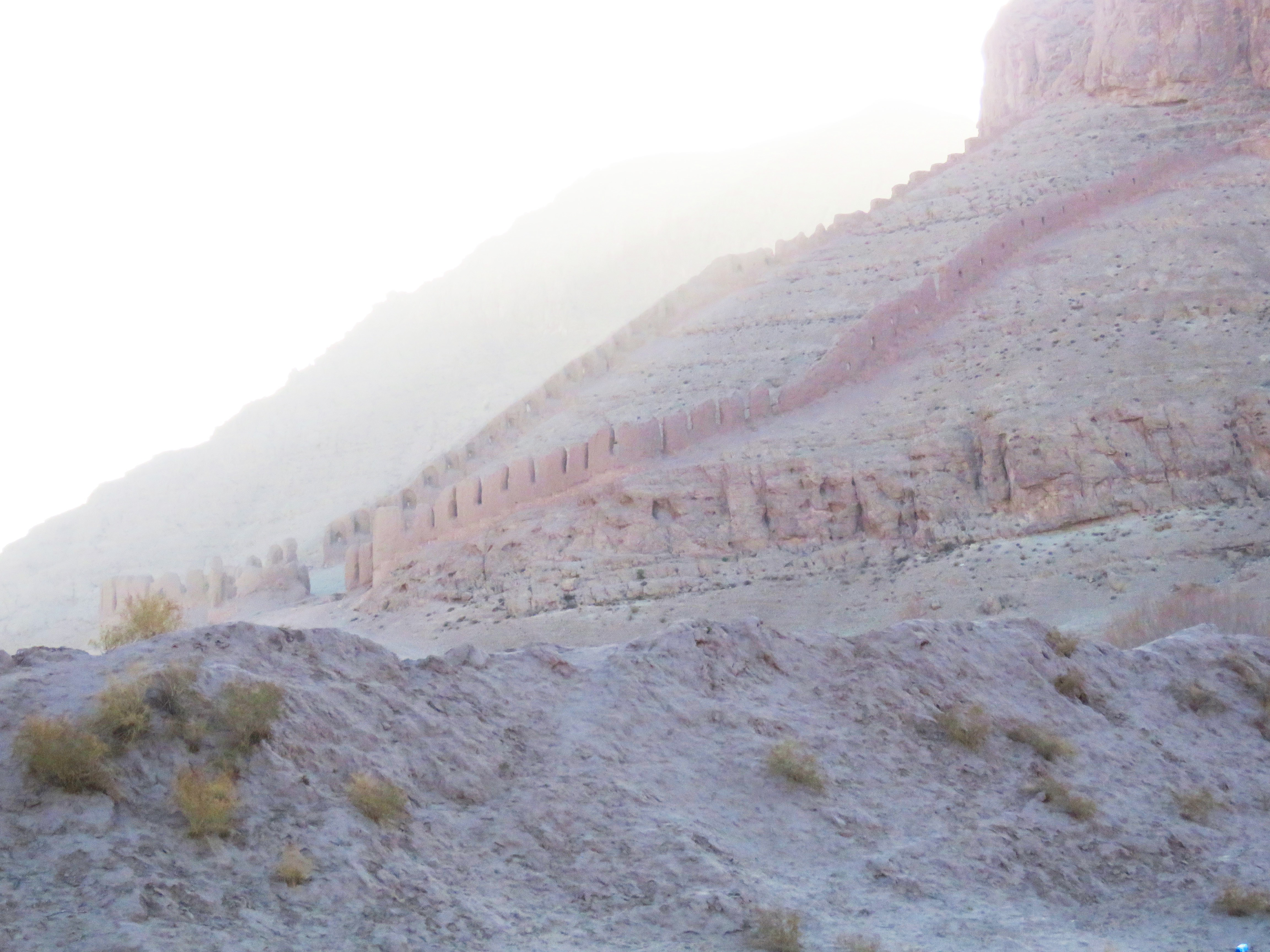
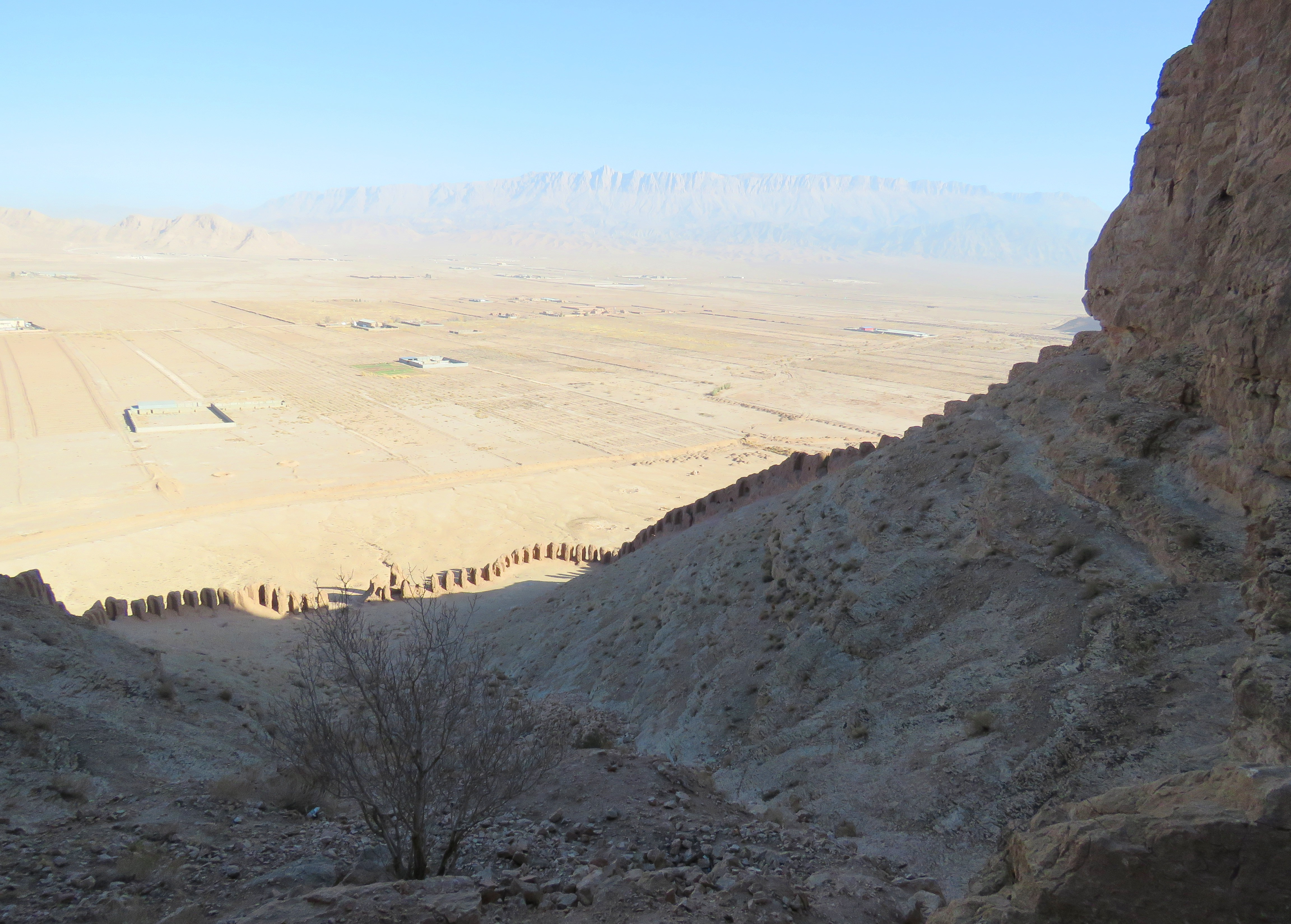
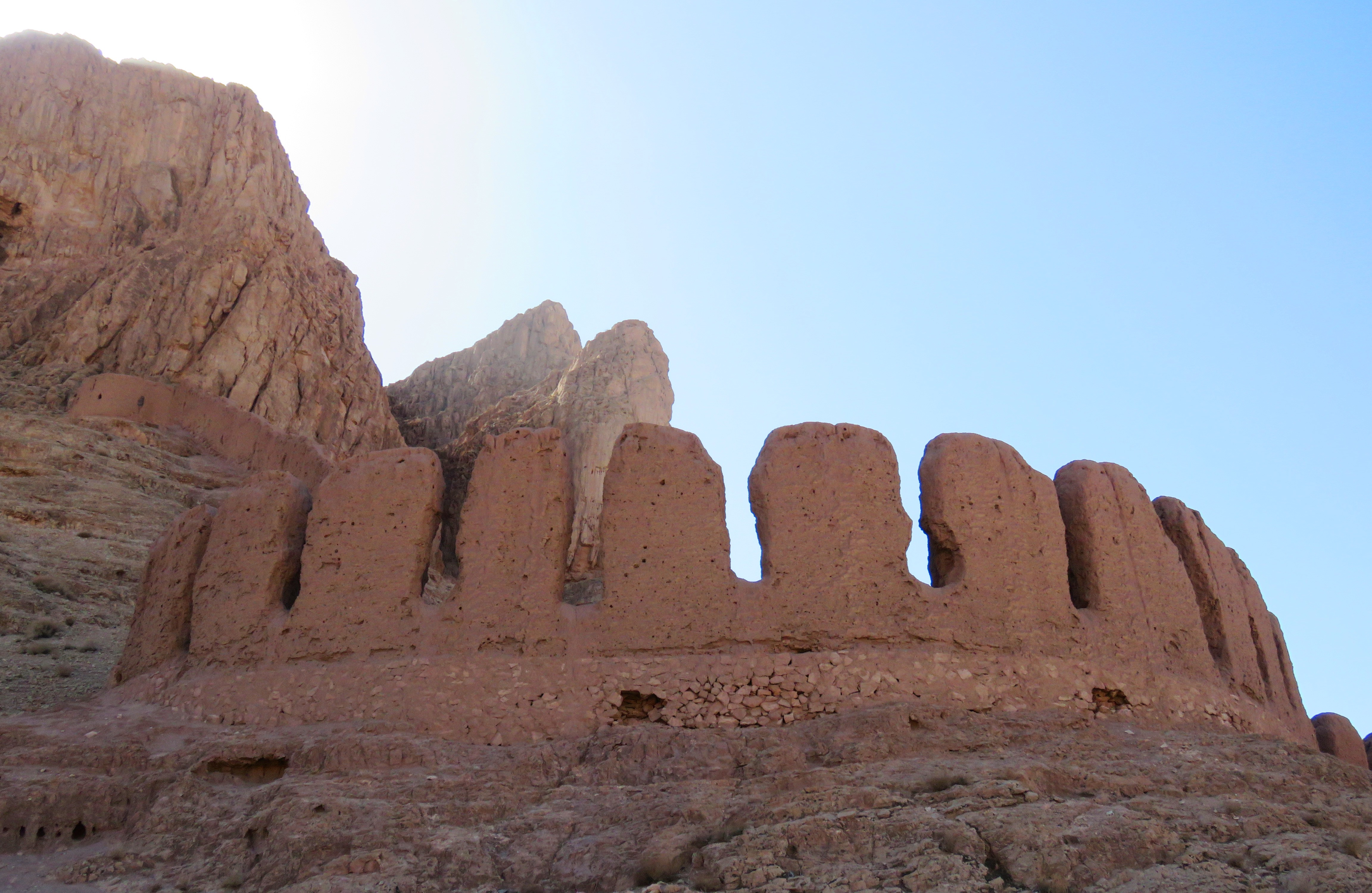
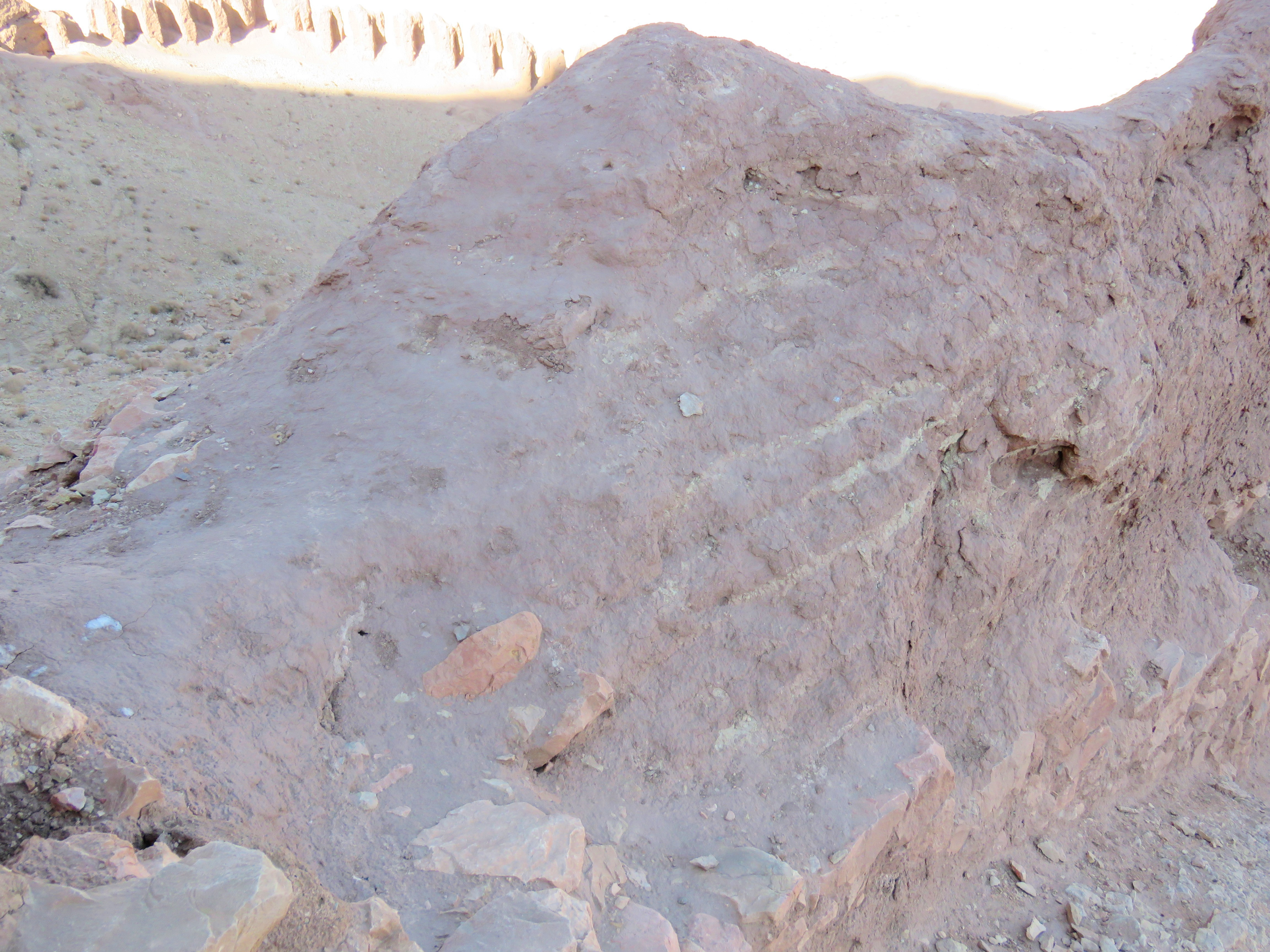
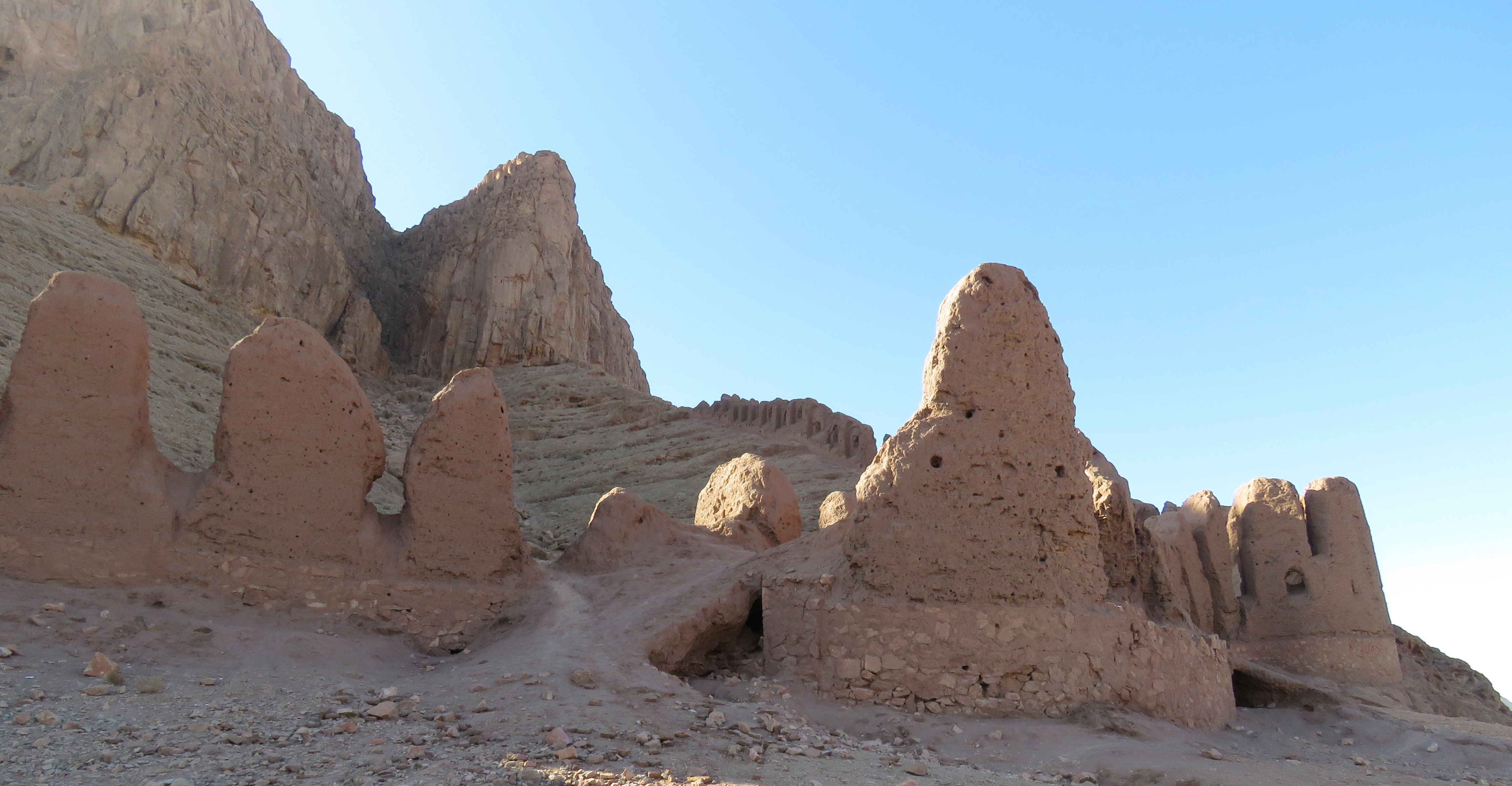
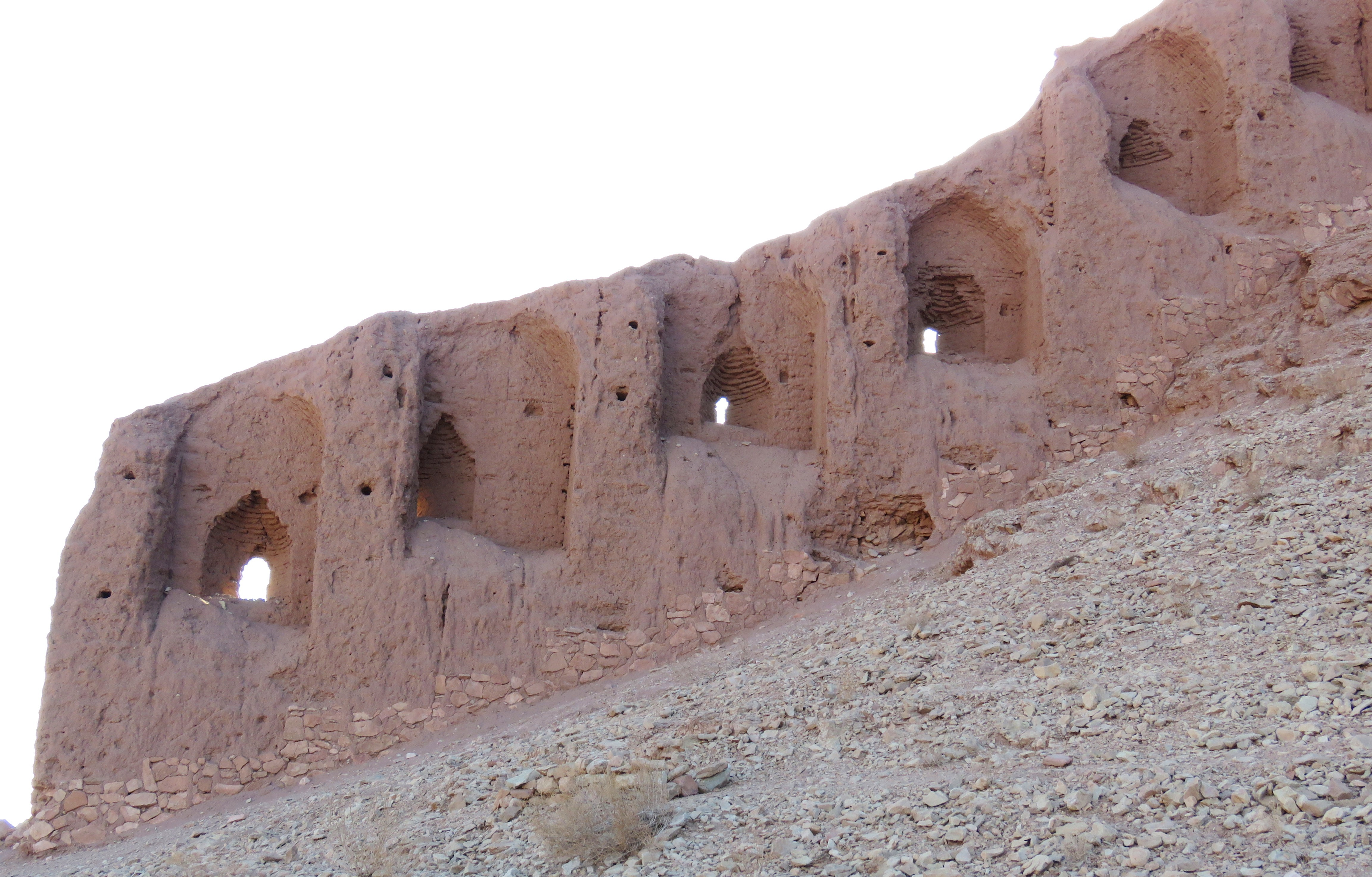
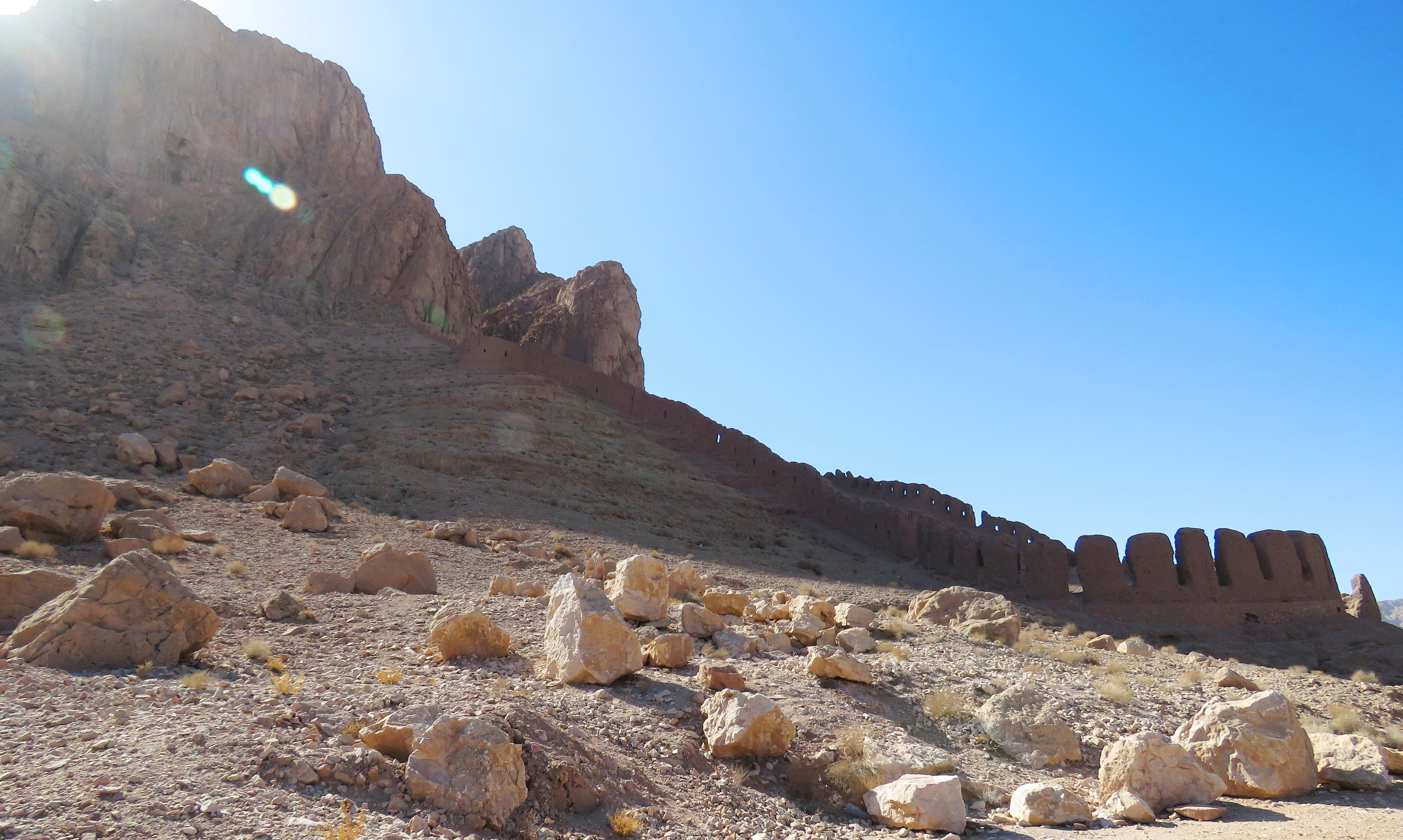
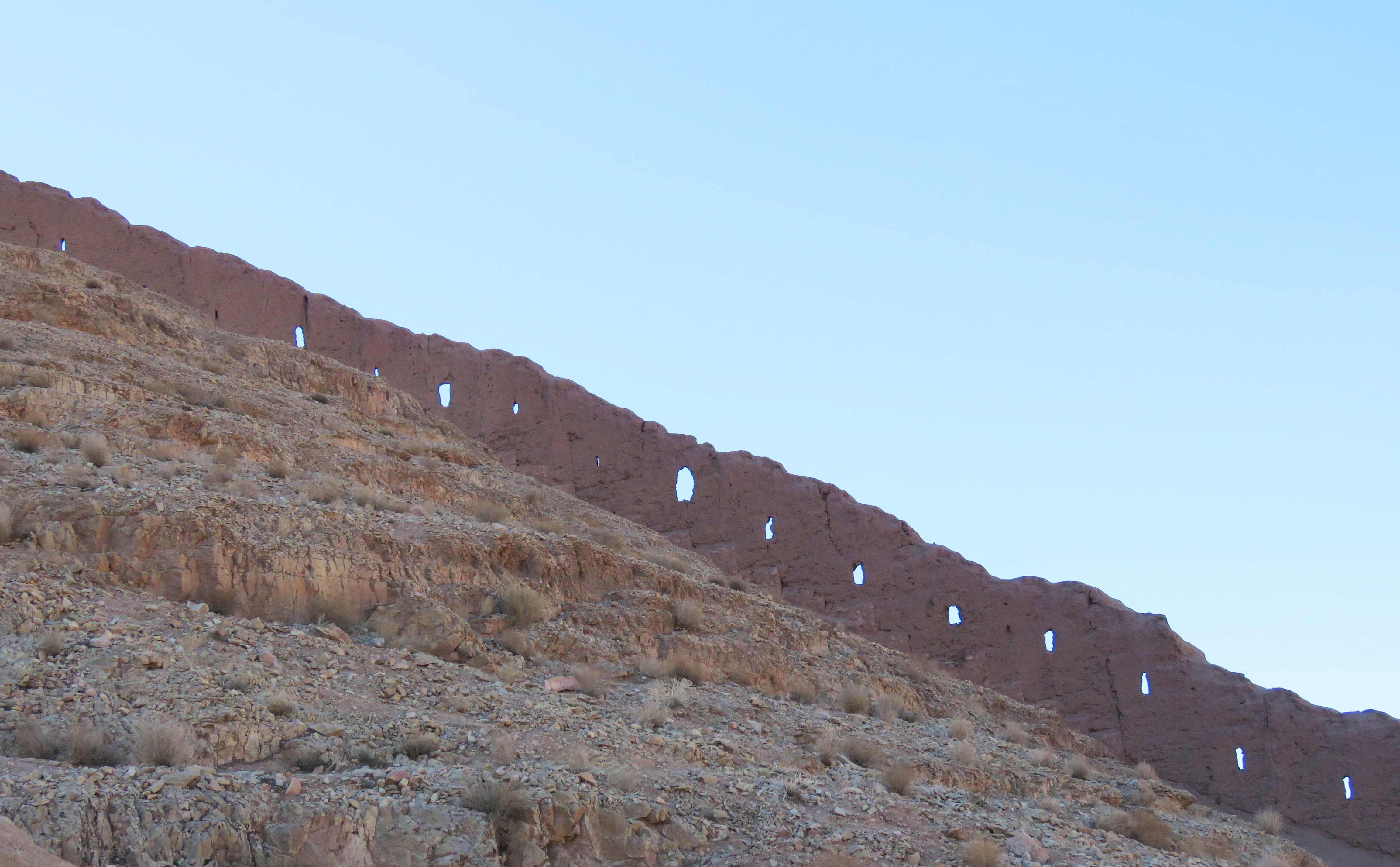
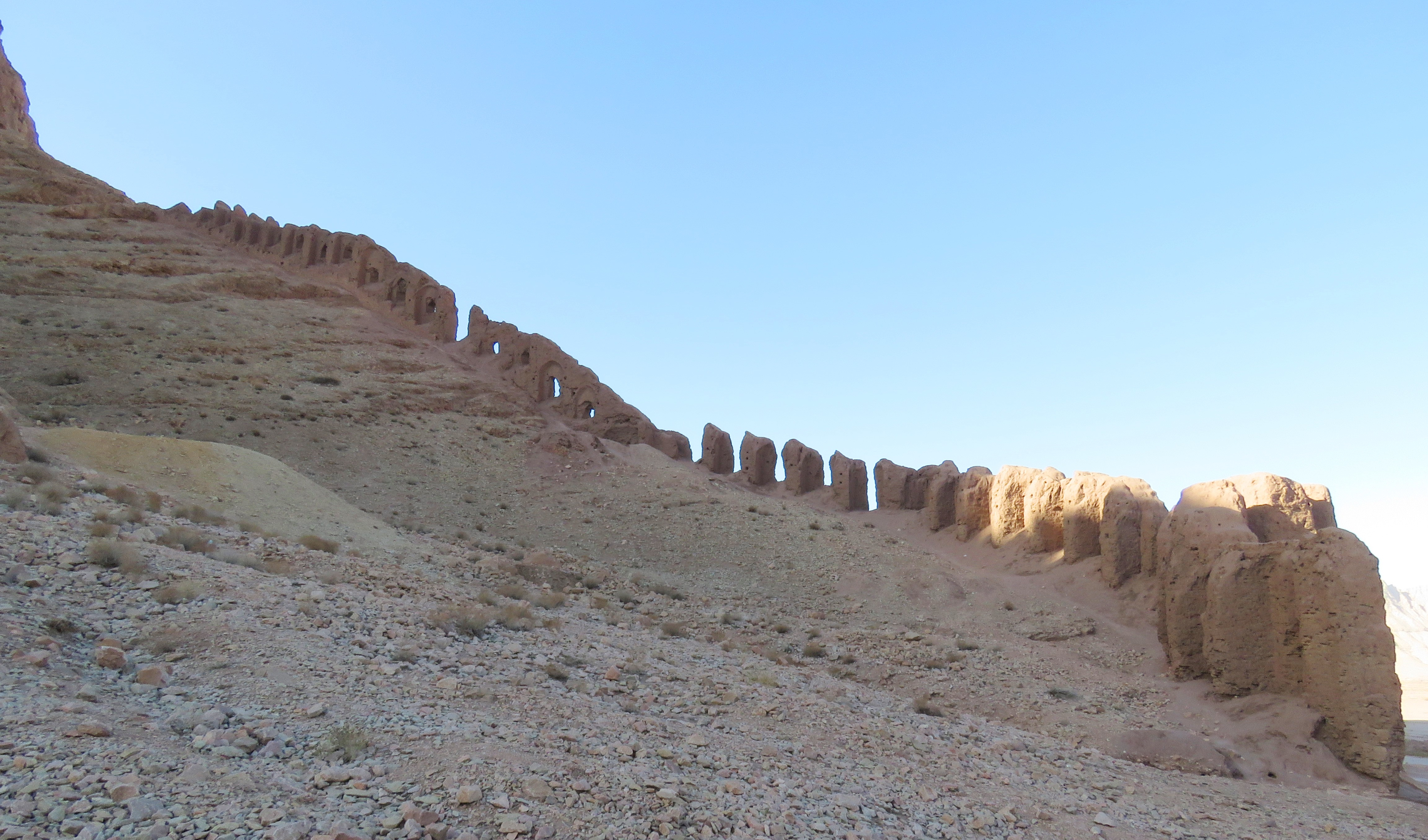
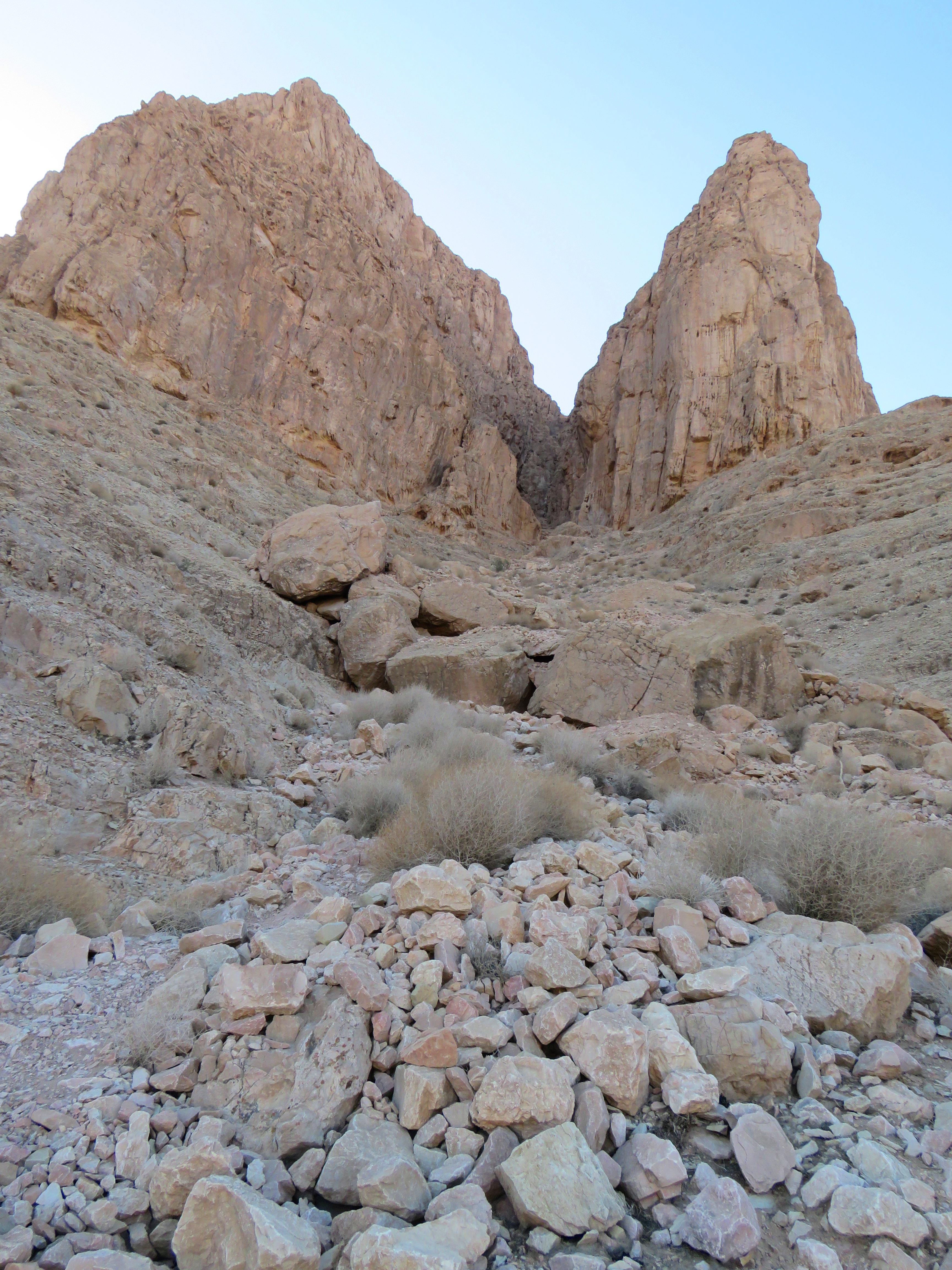
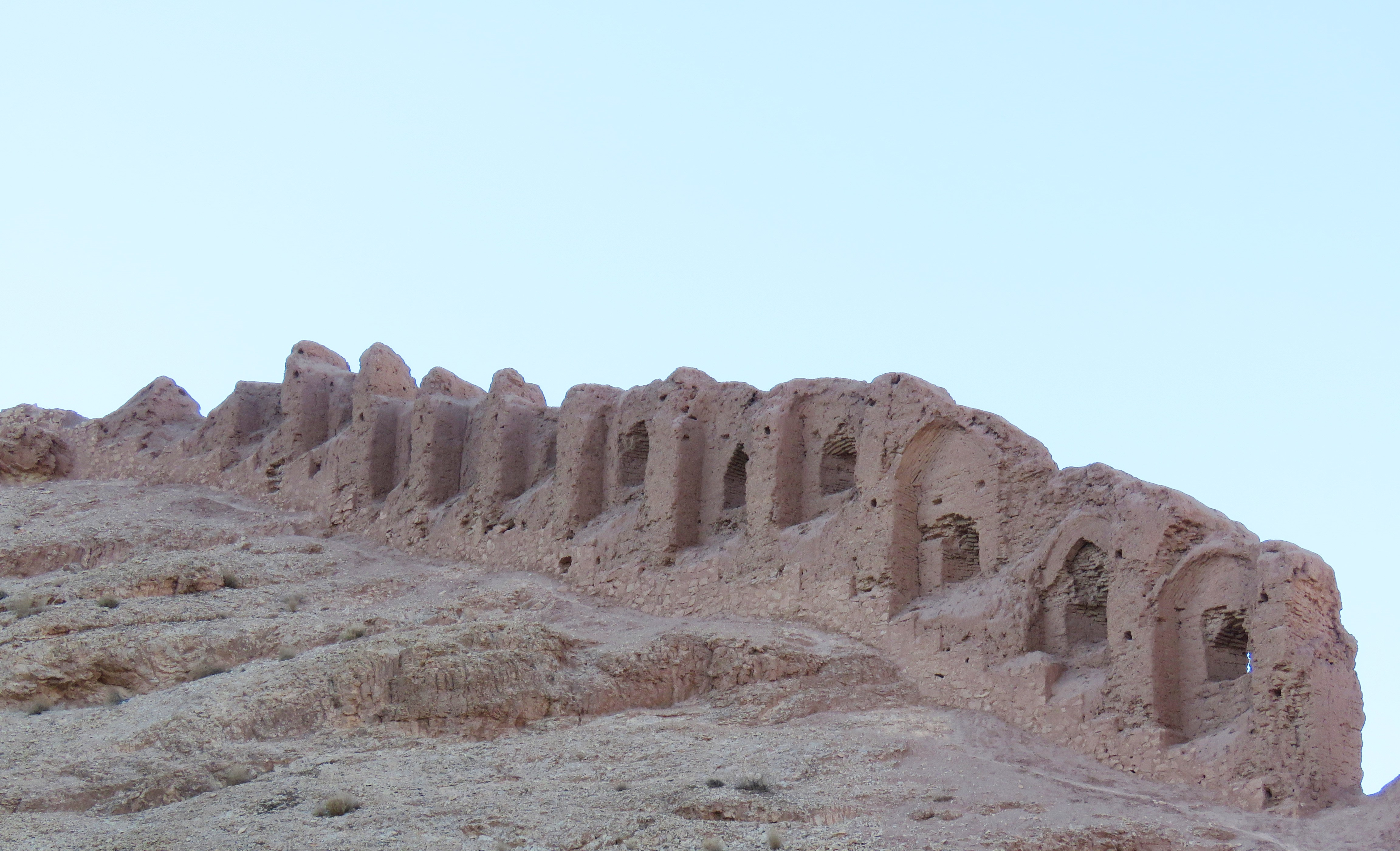
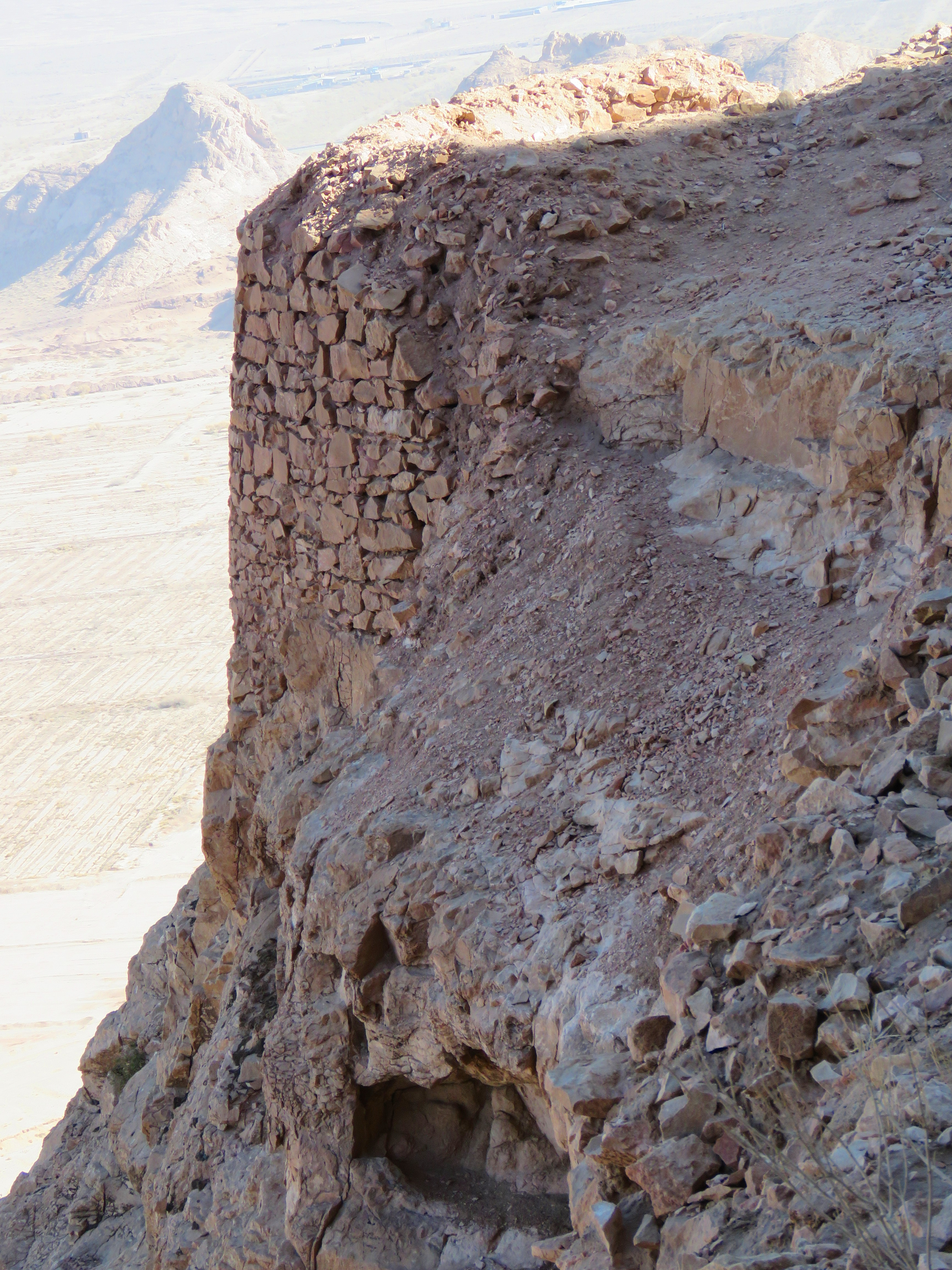